# Mehelya egbensis
Mehelya egbensis är en ormart som beskrevs av Dunger 1966. Mehelya egbensis ingår i släktet Mehelya och familjen snokar.
Artens utbredningsområde är Nigeria. Inga underarter finns listade i Catalogue of Life.
Arten är endast känd från ett exemplar. Individen hittades intill en komposthög i ett samhälle. Kring orten förekommer savanner.
IUCN listar arten med kunskapsbrist (DD).